# Diedrich Schroeder

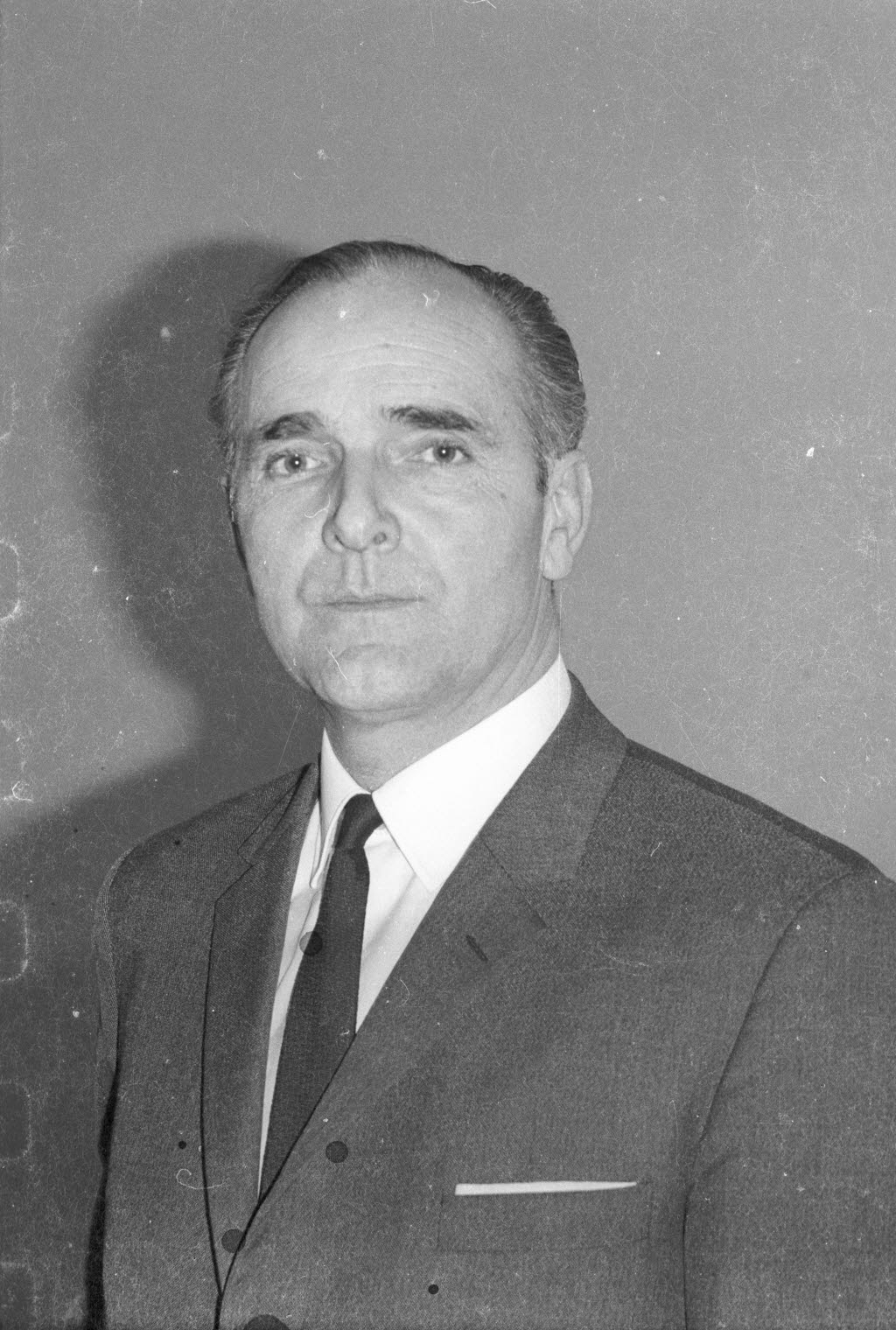
Diedrich Schroeder

Diedrich Wilhelm Schroeder (* 16. April 1916 in Groß Augstumalmoor, Kreis Heydekrug, Ostpreußen; † 2. März 1988 in Kiel) war ein deutscher Bodenkundler.

## Leben
Schroeder, Sohn eines Moorvogts, begann in der Nachkriegszeit ein Landwirtschaftsstudium an der Georg-August-Universität Göttingen, das er 1949 mit der Diplom-Hauptprüfung abschloss, und promovierte 1951 zum Dr. rer. hort. an der Technischen Hochschule Hannover mit einer Dissertation über die mineralogische Zusammensetzung von Weißjurakalken. Dort erhielt er auch 1951 einen Lehrauftrag für das Fachgebiet Pflanzenernährung. Bereits drei Jahre später (1954) habilitierte er sich in Hannover für die Fachgebiete Bodenkunde und Pflanzenernährung mit einer vielbeachteten Untersuchung über Verwitterung und Bodenbildung an Lößprofilen. 1956 folgte er einem Ruf an die Christian-Albrechts-Universität zu Kiel. Fast dreißig Jahre lang wirkte er hier als Ordinarius für Pflanzenernährung und Bodenkunde. 1962/63 und 1970/71 war er Rektor der CAU.
In Kiel arbeitete Schroeder zunächst über aktuelle Probleme der Kalium- und Magnesiumversorgung von Böden und Pflanzen, ferner über Eigenschaften und Bedeutung von Tonmineralien sowie von Radioisotopen in Böden. Weiterhin befasste er sich mit der Stoffdynamik und Genese der Böden Schleswig-Holsteins sowie mit Fragen der Regionalen Bodenkunde und mit neuen Verfahren der Bodenklassifikation. Mit seinem 1969 erstmals erschienenen und wiederholt aufgelegten Taschenbuch Bodenkunde in Stichworten beschritt er methodisch neue Wege bei der Vermittlung bodenkundlichen Wissens.
In mehreren Beiträgen behandelte Schroeder grundsätzliche Fragen der Wissenschaftsentwicklung, u. a. in der 1962 veröffentlichten Schrift Die Bodenkunde als reine und angewandte Naturwissenschaft. Als Emeritus beschäftigte er sich auch mit der Geschichte seines Fachgebietes. Beachtenswert sind seine Studien über die bodenkundlichen Aspekte im Lebenswerk Johann Wolfgang von Goethes und über Alexander von Humboldts Bedeutung in der Entwicklungsgeschichte der Bodenkunde.
Schroeder erhielt 1954 den Paul-Wagner-Preis. Seit 1962 war er Mitglied der Deutschen Akademie der Naturforscher Leopoldina zu Halle/S. und von 1974 bis 1981 Präsident der Deutschen Bodenkundlichen Gesellschaft.
Sein Grab befindet sich auf dem Parkfriedhof Eichhof.

## Schriften (Auswahl)
- Die Bodenkunde als reine und angewandte Naturwissenschaft. Verlag Ferdinand Hirt Kiel 1962 = Veröffentlichungen der Schleswig-Holsteinischen Universitätsgesellschaft N. F., Nr. 31.
- Der Fortschrittsgedanke in der Agrikulturchemie. In: Erich Burck (Hrsg.): Die Idee des Fortschritts. Neun Vorträge über Wege und Grenzen des Fortschrittsglaubens. Verlag C. H. Beck, München 1963, S. 199–220 u. 236–237.
- Bodenkunde in Stichworten. Verlag Ferdinand Hirt, Kiel 1969; 2. Auflage 1972; 3. Auflage 1978; 4. Auflage 1984; 5. Auflage 1992. - Englischsprachige Ausgaben unter dem Titel Soils – Facts and Concepts, Bern 1980 u. 1984.
- Die Umwelt des Menschen und ihre Erforschung. In: Bayerisches Landwirtschaftliches Jahrbuch, Jg. 53, 1976, S. 16–23.
- Goethe und die Bodenkunde. In: Leopoldina (R. 3) 29, 1983 (1986), S. 209–215. Zugl. in: Christiana Albertina, Neue Folge H. 22, 1986, S. 31–38.
- Alexander von Humboldt und die Bodenkunde – in memoriam Ernst Ehwald. In: Archiv für Acker- und Pflanzenbau und Bodenkunde, Band 32, 1988, S. 3–9.